# Aaptosyax grypus
Aaptosyax grypus, jedina vrsta pelagičke ribe iz roda Aaptosyax, porodica Cyprinidae, red Cypriniformes. Grabežljivac je koji se hrani drugim ribama, a naraste do 130 centimetara dužine (51 inč) i 30 kilograma težine. 
Prvi ga je 1991. opisao kao novu vrstu monotipnog roda američki ihtiolog Walter John Rainboth, danas profesor na sveučilištu UW Oshkosh u Wisconsinu.
A. grypus živi u rijeci Mekong i danas je zbog izlova a možda i zbog izgradnje brane kritično ugrožena. Opisuju ga kao veoma brzog predatora koji se hrani ribom u središnjim i gornjim slojevima vode. Od prosinca do veljače migrira uzvodno prateći manje ciprinide (Cyprinidae).
Narodni nazivi za nju su sanak i slično (laoški), sanak asijský (češki), giant salmon carp (engleski).
- Aaptosyax grypus, kritično ugroženi endem na tržnici u Laosu gdje je poznat pod imenom sanak snimljen 1997 godine.